# Giuseppe Corti (1920)
Giuseppe Corti (Sesto San Giovanni, 9 novembre 1920 – ...) è stato un calciatore italiano, di ruolo attaccante.

## Carriera
In gioventù milita nella Falck. Disputa due stagioni a Varese, poi debutta in Serie B con la Cremonese nel campionato 1942-1943 disputando 20 partite e mettendo a segno 2 gol; nella stagione 1945-1946 veste ancora la maglia della Cremonese con 30 presenze e 2 reti. L'anno successivo passa alla Pro Sesto, disputando quattro campionati di Serie B per un totale di 132 presenze e 25 reti.

## Palmarès

### Club

#### Competizioni nazionali
- Serie C: 1

Cremonese: 1941-1942